# Paraluma
Paraluma is een geslacht van haften (Ephemeroptera) uit de familie Leptophlebiidae.

## Soorten
Het geslacht Paraluma omvat de volgende soorten:
- Paraluma cancellata
- Paraluma gilva
- Paraluma maculata
- Paraluma minuta
- Paraluma pulla
- Paraluma triangularis